# La fiera (obra de teatro)
La fiera es una obra de teatro de Benito Pérez Galdós, en tres actos, estrenada el 23 de diciembre de 1896 en el Teatro de la Comedia de Madrid.

## Personajes
- Susana, Baronesa de Celis, sobrina delMarqués de Tremp.
- Doña Monsa, Marquesa de Tremp.
- Doña Saturna, hermana del Marqués.
- Berenguer.
- Don Juan, hijo del Marqués de Tremp, jefe de realistas y Gobernador de la plaza.
- San Valerio.
- Fabricio.
- Bonaire.
- El Marqués de Tremp, Regente.
- Magín, soldado realista.
- Castell, oficial realista.
- Bonald, oficial realista.
- Blasa, criada.

## Argumento
Ambientada en 1822, en pleno Trienio liberal, Don Juan - hijo del Marqués de Tremps y primo de la Susana, Baronesa de Celis - defiende la plaza de Urgel frente a los realistas, liderados por Berenguer. Este además, busca venganza contra la familia Celis por ofensas y crímenes cometidos en el pasado por el fallecido Barón. Sin embargo, Berenguer cae enamorado de Susana. Ante la inminente llegada a la ciudad de tropas de refuerzo liberales se ve entonces en la tesitura de anteponer sus sentimientos de amor por encima de sus ideales y carga a muerte tanto contra el fanático liberal como contra el fanático realista. Los enamorados deciden huir a algún territorio lejano donde reine la paz.

## Estreno
- Intérpretes: Carmen Cobeña (Susana), Emilio Thuillier (Berenguer), María Cancio, Sra. Fernández, Sr. Cuevas, Sr. Vallés, Sr. Valentín.